# Đường cao tốc Chơn Thành – Đức Hòa
Đường cao tốc Chơn Thành – Đức Hòa (ký hiệu toàn tuyến là CT.02) là một đoạn đường cao tốc thuộc hệ thống đường cao tốc Bắc – Nam phía Tây qua địa phận 3 tỉnh thành Đồng Nai, Thành phố Hồ Chí Minh và Tây Ninh.

## Vị trí
Tuyến đường có tổng chiều dài là 82,75 km, điểm đầu tại nút giao với đường cao tốc Gia Nghĩa – Chơn Thành thuộc phường Chơn Thành, tỉnh Đồng Nai và điểm cuối nối với đường cao tốc Đức Hòa – Thạnh Hóa tại xã Hòa Khánh, tỉnh Tây Ninh. Trong đó, đoạn qua Đồng Nai dài 10 km, đoạn qua Thành phố Hồ Chí Minh dài 37km và đoạn qua Tây Ninh dài 36 km.

## Thiết kế
Chiều rộng mặt đường 17m với 4 làn xe: 3.75m x4 +1,5m dãy phân cách giữa, dãy an toàn 2 bên 0.25m x2. Các cầu trên tuyến rộng 17,5m, có dãy phân cách giữa, mặt đường BTNN C19 dày 7cm thảm nhựa tăng cường polyme dày 5cm. Trên tuyến có 2 cầu vượt Quốc lộ 13 và Quốc lộ 22, 1 cầu lớn vượt sông Sài Gòn nối thị xã Trảng Bàng, tỉnh Tây Ninh với huyện Dầu Tiếng, tỉnh Bình Dương. Tổng mức đầu tư là 6800 tỷ đồng từ ngân sách nhà nước.
Tuyến dự kiến sẽ giao cắt với 2 tuyến cao tốc là đường cao tốc Gia Nghĩa – Chơn Thành đi kèm đường sắt và đường cao tốc Thành phố Hồ Chí Minh – Mộc Bài đi kèm đường sắt và cắt Đường tỉnh 822B. Cả 3 nút giao này dự kiến là nút giao liên thông. Tuyến cũng có thể giao với trục động lực là đường Tân Vạn – Mỹ Phước – Bàu Bàng và đường vành đai 4 Thành phố Hồ Chí Minh.
Tiêu chuẩn kỹ thuật tương đương đường cấp III đồng bằng, tiêu chuẩn hình học phù hợp đường cao tốc, vận tốc thiết kế 100 km/h.

## Xây dựng
Dự án đầu tư xây dựng đường Hồ Chí Minh đoạn Chơn Thành – Đức Hòa được Bộ Giao thông Vận tải phê duyệt vào năm 2007 bằng nguồn vốn trái phiếu Chính phủ với quy mô đường cấp III và tiêu chuẩn đường cao tốc, 2 làn xe và 2 làn dừng khẩn cấp.
Dự án được khởi công từ năm 2009, ban đầu do Tổng Công ty đầu tư phát triển đường cao tốc Việt Nam (VEC) làm chủ đầu tư, phần đường cơ bản thi công hoàn thành đắp nền K95, phần cầu cơ bản thi công một số hạng mục thuộc kết cấu bên dưới, một số cầu đã lao lắp xong hệ dầm cầu. Tuy nhiên, do khó khăn về nguồn vốn, dự án tạm hoãn từ năm 2011.
Năm 2013, Phó Thủ tướng giao cho Bộ GTVT tiếp nhận nguyên trạng dự án đường Hồ Chí Minh đoạn Chơn Thành - Đức Hoà do VEC rút lui.
Năm 2016, dự án tiếp tục được Quốc hội, Thủ tướng Chính phủ bố trí 430 tỉ đồng từ nguồn vốn dư Quốc lộ 1 và đường Hồ Chí Minh qua Tây Nguyên để thi công cầu vượt Quốc lộ 13, cầu vượt Quốc lộ 22, nút giao Quốc lộ 22 và thanh toán một số khối lượng hoàn thành trước. Để từng bước hoàn thiện các hạng mục còn lại, Bộ GTVT đã báo cáo và được Thủ tướng Chính phủ đồng ý việc nghiên cứu chuyển đổi hình thức đầu tư đoạn Chơn Thành – Đức Hòa sang hình thức hợp đồng BOT. Tuy nhiên, trong thời gian triển khai do các quy định pháp luật thay đổi dẫn đến phương án tài chính của dự án không khả thi. Từ đó, Bộ GTVT kiến nghị Thủ tướng Chính phủ cho phép dừng triển khai dự án.
Ngày 12 tháng 6 năm 2019, Văn phòng Chính phủ giao cho Bộ GTVT chịu trách nhiệm xem xét, quyết định việc dừng triển khai dự án theo hình thức hợp đồng BOT. Đồng thời chuyển dự án sang hình thức đầu tư công sử dụng nguồn vốn trung hạn giai đoạn 2021 – 2025.
Sơ bộ tổng mức đầu tư của dự án là 2.293 tỷ đồng (giai đoạn 1). Dự án đã được chính thức tái khởi công vào ngày 18 tháng 11 năm 2023 do Tập đoàn Đèo Cả làm chủ đầu tư, dự kiến sẽ hoàn thành vào năm 2025.

## Chi tiết tuyến đường

### Làn xe
- 2 làn xe và 2 làn dừng khẩn cấp, một số đoạn vượt và nút giao thiết kế 4 làn xe và 2 làn dừng khẩn cấp[4]

### Chiều dài
- Toàn tuyến: 82,8 km

### Tốc độ giới hạn
- Tối đa: 80 km/h, Tối thiểu: 60 km/h

## Lộ trình chi tiết
- IC : Nút giao, JCT : Điểm lên xuống, SA : Khu vực dịch vụ (Trạm dừng nghỉ), TG : Trạm thu phí, TN : Hầm đường bộ, BR : Cầu
- Đơn vị đo khoảng cách là km.

| Số                                                         | Tên                                                        | Khoảng cách từ đầu tuyến                                   | Kết nối                                                                  | Ghi chú                                                    | Vị trí                                                     | Vị trí                                                     |
| Kết nối trực tiếp với Đường cao tốc Gia Nghĩa – Chơn Thành | Kết nối trực tiếp với Đường cao tốc Gia Nghĩa – Chơn Thành | Kết nối trực tiếp với Đường cao tốc Gia Nghĩa – Chơn Thành | Kết nối trực tiếp với Đường cao tốc Gia Nghĩa – Chơn Thành               | Kết nối trực tiếp với Đường cao tốc Gia Nghĩa – Chơn Thành | Kết nối trực tiếp với Đường cao tốc Gia Nghĩa – Chơn Thành | Kết nối trực tiếp với Đường cao tốc Gia Nghĩa – Chơn Thành |
| ---------------------------------------------------------- | ---------------------------------------------------------- | ---------------------------------------------------------- | ------------------------------------------------------------------------ | ---------------------------------------------------------- | ---------------------------------------------------------- | ---------------------------------------------------------- |
| 1                                                          | IC Chơn Thành                                              | 0.0                                                        | Đường cao tốc Thành phố Hồ Chí Minh – Chơn Thành – Hoa Lư                | Đầu tuyến đường cao tốc Chưa thi công                      | Đồng Nai                                                   | Chơn Thành                                                 |
| 2                                                          | JCT Quốc lộ 14                                             |                                                            | Quốc lộ 14                                                               |                                                            | Đồng Nai                                                   | Chơn Thành                                                 |
| 3                                                          | IC Quốc lộ 13                                              | 9.2                                                        | Quốc lộ 13                                                               |                                                            | Đồng Nai                                                   | Chơn Thành                                                 |
| 4                                                          | IC Đường tỉnh 750                                          | 14.5                                                       | Đường tỉnh 750                                                           | Đang thi công                                              | Thành phố Hồ Chí Minh                                      | Trừ Văn Thố                                                |
| 5                                                          | IC Mỹ Phước – Tân Vạn                                      | 19.4                                                       | Đường Mỹ Phước – Tân Vạn                                                 | Đang thi công                                              | Thành phố Hồ Chí Minh                                      | Trừ Văn Thố                                                |
| 6                                                          | IC Đường tỉnh 748                                          | 30.5                                                       | Đường tỉnh 748                                                           | Đang thi công                                              | Thành phố Hồ Chí Minh                                      | Thanh An                                                   |
| 7                                                          | IC Đường tỉnh 744                                          | 40.2                                                       | Đường tỉnh 744                                                           | Đang thi công                                              | Thành phố Hồ Chí Minh                                      | Long Hòa                                                   |
| BR                                                         | Cầu Thanh An                                               | ↓                                                          |                                                                          | Vượt sông Sài Gòn Đang thi công                            | Ranh giới Thành phố Hồ Chí Minh – Tây Ninh                 | Ranh giới Thành phố Hồ Chí Minh – Tây Ninh                 |
| 8                                                          | IC Đường tỉnh 789                                          | 41.5                                                       | Đường tỉnh 789                                                           | Đang thi công                                              | Tây Ninh                                                   | Hưng Thuận                                                 |
| 9                                                          | IC CT.31                                                   | 53.5                                                       | Đường cao tốc Thành phố Hồ Chí Minh – Mộc Bài                            | Đang thi công                                              | Tây Ninh                                                   | Gia Lộc                                                    |
| 10                                                         | IC Quốc lộ 22                                              | 57.9                                                       | Quốc lộ 22                                                               |                                                            | Tây Ninh                                                   | Gò Dầu                                                     |
| 11                                                         | IC Thành Thành Công                                        | 61.3                                                       | Đường trục khu công nghiệp Thành Thành Công                              | Đang thi công                                              | Tây Ninh                                                   | Trảng Bàng                                                 |
| -                                                          | IC Lộc Giang                                               |                                                            | Đường cao tốc Đức Hòa – Mỹ An                                            | Đề xuất điều chỉnh                                         | Tây Ninh                                                   | An Ninh                                                    |
| 12                                                         | IC Đường tỉnh 822B                                         | 72.1                                                       | Đường tỉnh 822B                                                          | Đang thi công                                              | Tây Ninh                                                   | Hiệp Hòa                                                   |
| 13                                                         | IC Đức Hòa                                                 | 82.8                                                       | Đường vành đai 4 (Thành phố Hồ Chí Minh) Quốc lộ N2 ( Đường Hồ Chí Minh) | Cuối tuyến đường cao tốc Đang thi công                     | Tây Ninh                                                   | Hòa Khánh                                                  |
| Kết nối trực tiếp với Quốc lộ N2 ( Đường Hồ Chí Minh)      |                                                            |                                                            |                                                                          |                                                            |                                                            |                                                            |
| 1.000 mi = 1.609 km; 1.000 km = 0.621 mi                   |                                                            |                                                            |                                                                          |                                                            |                                                            |                                                            |